# 相馬祥胤
相馬 祥胤（そうま よしたね）は、江戸時代中期から後期の大名。相馬氏第25代当主。陸奥相馬中村藩第9代藩主。第8代藩主・相馬恕胤の三男。官位は従五位下、因幡守。

## 経歴
明和2年（1765年）の生まれであるが、年齢の上積みをはかり、幕府には宝暦11年（1761年）の誕生と届け出る。安永3年（1774年）8月9日、父・恕胤の嫡子となる。長兄の信胤が夭折、次兄の斉胤は病で嫡子を辞退したためである。安永6年4月1日、将軍徳川家治に御目見した。安永7年12月16日、従五位下讃岐守に叙任。天明3年（1783年）12月2日、恕胤の隠居により、家督を相続した。
天明4年1月18日、因幡守に遷任。同年12月25日、天明の大飢饉に際し、藩内の領民救済のため、幕府に金子拝借を願い出て、5千両を貸し与えられる。ただし、自宜にあるまじき願い（飢饉への備えをしていなかったのは失政である）として、出仕停止を命じられる。さらに天明8年5月13日、5千両返済を延期を願い出て、出仕停止を命じられた。享和元年（1801年）3月25日に隠居し、家督は長男の樹胤が継いだ。同年4月23日、弾正少弼に転任。文化13年（1816年）に死去。